# لينارت أريكسون (كاتب أغاني)
لينارت أريكسون (بالسويدية: Lennart Eriksson)‏ هو كاتب أغاني سويدي، ولد في 1956.

## وصلات خارجية
- لينارت أريكسون على موقع IMDb (الإنجليزية)
- لينارت أريكسون على موقع ميوزك برينز (الإنجليزية)
- لينارت أريكسون على موقع ديسكوغز (الإنجليزية)